# لبیاژیه (استان آمور)
لبیاژیه (به لاتین: Lebyazhye) یک منطقهٔ مسکونی در روسیه است که در استان آمور واقع شده‌است.